# Philippine Mavericks
O Philippine Mavericks (anteriormente conhecido como Manila Mavericks) é um time de tênis baseado na cidade de Pasay, Grande Manila, Filipinas, que compete na International Premier Tennis League (IPTL). É uma das quatro franquias fundadoras que participaram da temporada inaugural da IPTL de 2014.

## História do time

### Fundação da franquia
Em 21 de janeiro de 2014, a IPTL anunciou que uma das franquias de carta patente para a temporada inaugural da IPTL de 2014 seria baseada em Bangkok. Os donos do Mavericks são Hans Sy, Jean Henri Lhuillier, Kevin Belmonte, Haresh Hiranand e o parceiro estrangeiro Bala Swaminathan

### Draft inaugural
A franquia de Bangkok (onde os Mavericks estavam até então) participou no projeto inaugural da IPTL em 2 de março de 2014, em Dubai, Emirados Árabes Unidos. Os jogadores selecionados por Bangkok foram:
| Jogador            | Categoria IPTL      |
| ------------------ | ------------------- |
| Homens             |                     |
| Andy Murray        | Jogadores ícone     |
| Jo-Wilfried Tsonga | Categoria A         |
| Carlos Moyá        | Campeões do passado |
| Daniel Nestor      | Duplistas           |
| Mulheres           |                     |
| Maria Sharapova    | Jogadores ícone     |
| Kirsten Flipkens   | Categoria D         |

### Nome do time
Em junho de 2014, a franquia de Manila foi nomeada Manila Mavericks.

### Sede
Em 23 de julho de 2014, o Mavericks anunciou que seus jogos em casa seriam disputados no Smart Araneta Coliseum em Cidade Quezon, Grande Manila. Em 29 de agosto de 2014, a IPTL anunciou que a Mall of Asia Arena em Pasay, Grande Manila, a primeira escolha como casa para o Mavericks, tinha aberto as datas de sua casa para os jogos da equipe, tornando possível a sua realização no local. O Mavericks e a IPTL aproveitaram a oportunidade para mover jogos em casa da equipe para uma arena descrita como "um dos locais de entretenimento mais finos do mundo."

### Primeiro treinador
Em 27 de outubro de 2014, o residente de Manila, Treat Huey foi nomeado o primeiro treinador dos Mavericks.

### Temporada inaugural
O Mavericks abriram a sua temporada com uma partida em casa em 28 de novembro de 2014, contra o UAE Royals.

### Segunda temporada
O Manila Mavericks mudou o nome para "Philippine Mavericks".

## Cobertura da televisão
Em 7 de novembro de 2014, a IPTL anunciou que chegou a um acordo sobre os direitos de transmissão de televisão nas Filipinas com a ABS-CBN para a temporada de 2014.
Em 9 de novembro de 2015, a IPTL fez um acordo de um ano com o canal filipino Sports5 para a transmissão online e televisivo das partidas.

## Plantel atual
- Atualizado em 24 de novembro de 2015.[14]
- Treat Huey – Jogador-Técnico
- Serena Williams
- James Blake
- Richard Gasquet
- Milos Raonic
- Somdev Devvarman
- Mark Philippoussis
- Ajla Tomljanović
- Edouard Roger-Vasselin
- Jarmila Wolfe
- Ivo Karlović